# Leptogomphus intermedius
Leptogomphus intermedius är en trollsländeart som beskrevs av Chao 1982. Leptogomphus intermedius ingår i släktet Leptogomphus och familjen flodtrollsländor. IUCN kategoriserar arten globalt som otillräckligt studerad. Inga underarter finns listade i Catalogue of Life.